# Justizvollzugsanstalt Ansbach
Die Justizvollzugsanstalt Ansbach (kurz JVA Ansbach) ist ein Gefängnis in der mittelfränkischen Bezirkshauptstadt Ansbach. 

## Geschichte
Der Gefängnisbau wurde ab 1855 errichtet und steht heute unter Denkmalschutz. Die Beschreibung des Bayerischen Landesamts für Denkmalpflege unter der Aktennummer D-5-61-000-32 lautet:

„Dreigeschossiger Walmdachbau über T-förmigem Grundriss, Natursteinfassade, mit gekuppelten Rundbogenfenstern, konsolengetragenes Gesims, von Architekt Försch (Architekt aus der Schule Friedrich von Gärtners), 1866“

Von 1999 bis 2002 erfolgte eine Generalsanierung. Bis 1980 wurde die JVA als Gefängnis des Landgerichts Ansbach vom dortigen Oberstaatsanwalt geführt, seitdem ist sie dem Leiter der Justizvollzugsanstalt Nürnberg unterstellt. 

## Belegung
Seit Mai 1990 ist die Justizvollzugsanstalt Ansbach zuständig für männliche Verurteilte des Regelvollzuges bis zu einer Strafdauer von sechs Monaten aus dem Landgerichtsbezirk Ansbach. In der Vollzugsanstalt sind aber insbesondere Untersuchungsgefangene inhaftiert. Die Anstalt verfügt über 75 Haftplätze, davon 43 in Einzelhafträumen und der Rest in Gemeinschaftshafträumen.